# Réserve naturelle du marais maritime de Castro Marim et Vila Real de Santo António
La réserve naturelle du marais maritime de Castro Marim et Vila Real de Santo António (Reserva Natural do Sapal de Castro Marim e Vila Real de Santo António) est une réserve naturelle située à l'extrême sud du Portugal à l'est de l'Algarve. C'est un marais maritime de la côte du Golfe de Cadix sur le territoire des municipalités de Castro Marim et Vila Real de Santo António.
Cette réserve est nommée dans les guides comme reserva natural do sopal. on peut la parcourir à pied ou à bicyclette : flore et faune incomparables : 439 types de végétaux et 153 espèces d'oiseaux. Le sopal est l'habitat privilégié des cigognes, huitriers, des flamants roses et des bécassiers grâce à l'abondance des poissons.
La réserve est classée site Ramsar depuis 1996 pour l'importance de ses zones humides.